# Льгота-Мала
Льгота-Мала (пол. Lgota Mała) — село в Польщі, у гміні Крушина Ченстоховського повіту Сілезького воєводства.
Населення — 577 осіб (2011).
У 1975-1998 роках село належало до Ченстоховського воєводства.

## Демографія
Демографічна структура станом на 31 березня 2011 року:
|          | Загалом | Допрацездатний вік | Працездатний вік | Постпрацездатний вік |
| -------- | ------- | ------------------ | ---------------- | -------------------- |
| Чоловіки | 277     | 47                 | 196              | 34                   |
| Жінки    | 300     | 60                 | 159              | 81                   |
| Разом    | 577     | 107                | 355              | 115                  |